# Episodi di Master of None (terza stagione)
La terza stagione della serie televisiva Master of None è stata interamente distribuita il 23 maggio 2021 su Netflix, in tutti i paesi in cui il servizio è disponibile.
| n° | Titolo originale           | Titolo Italiano             | Pubblicazione USA | Pubblicazione Italia |
| -- | -------------------------- | --------------------------- | ----------------- | -------------------- |
| 1  | Moments in Love: Chapter 1 | Istanti d'amore: capitolo 1 | 23 maggio 2021    | 23 maggio 2021       |
| 2  | Moments in Love: Chapter 2 | Istanti d'amore: capitolo 2 | 23 maggio 2021    | 23 maggio 2021       |
| 3  | Moments in Love: Chapter 3 | Istanti d'amore: capitolo 3 | 23 maggio 2021    | 23 maggio 2021       |
| 4  | Moments in Love: Chapter 4 | Istanti d'amore: capitolo 4 | 23 maggio 2021    | 23 maggio 2021       |
| 5  | Moments in Love: Chapter 5 | Istanti d'amore: capitolo 5 | 23 maggio 2021    | 23 maggio 2021       |